# Dicrotendipes tenuiforceps
Dicrotendipes tenuiforceps är en tvåvingeart som först beskrevs av Jean-Jacques Kieffer 1913.  Dicrotendipes tenuiforceps ingår i släktet Dicrotendipes och familjen fjädermyggor. Inga underarter finns listade i Catalogue of Life.